# Sternopygidae
A Sternopygidae a csontos halak (Osteichthyes) főosztályának sugarasúszójú halak (Actinopterygii) osztályába és a elektromoskéshal-alakúak (Gymnotiformes) rendjébe tartozó család.

## Rendszerezés
A családba az alábbi 5 nem és 30 faj tartozik.
- Archolaemus - 1 faj
  - Archolaemus blax

- Distocyclus - 2 faj
  - Distocyclus conirostris
  - Distocyclus goajira

- Eigenmannia - 8 faj
  - Eigenmannia humboldtii
  - Eigenmannia limbata
  - Eigenmannia macrops
  - Eigenmannia microstoma
  - Eigenmannia nigra
  - Eigenmannia trilineata
  - Eigenmannia vicentespelaea
  - Eigenmannia virescens

- Rhabdolichops - 10 faj
  - Rhabdolichops caviceps
  - Rhabdolichops eastwardi
  - Rhabdolichops electrogrammus
  - Rhabdolichops jegui
  - Rhabdolichops lundbergi
  - Rhabdolichops navalha
  - Rhabdolichops nigrimans
  - Rhabdolichops stewarti
  - Rhabdolichops troscheli
  - Rhabdolichops zareti

- Sternopygus - 9 faj
  - Sternopygus aequilabiatus
  - Sternopygus arenatus
  - Sternopygus astrabes
  - Sternopygus branco
  - Sternopygus castroi
  - Sternopygus macrurus
  - Sternopygus obtusirostris
  - Sternopygus pejeraton
  - Sternopygus xingu